# 張孝挰
張孝挰（?—?），字隽升，号木容，山西沁县人，清朝政治人物、進士出身。张孝扬之弟。
乾隆元年（1736年），登丙辰科进士，选翰林院庶吉士，授编修，任四川道御史。